# 龍首梭羅蝠魚
龍首梭羅蝠魚，為輻鰭魚綱鮟鱇目棘茄魚亞目棘茄魚科的其中一種，分布於東南太平洋的Salay Gomez海槽，屬深海底棲性魚類，棲息深度750-800公尺，體長可達7.3公分，棲息在沙泥底質水域，生活習性不明。